# Hällevik
Hällevik – miejscowość (tätort) w Szwecji, w regionie administracyjnym (län) Blekinge, w gminie Sölvesborg.
Według danych Szwedzkiego Urzędu Statystycznego liczba ludności wyniosła: 1545 (31 grudnia 2015), 1510 (31 grudnia 2018) i 1505 (31 grudnia 2019).